# Sisyrinchium
Sisyrinchium és un gènere de plantes perennes estacionals natives d'Amèrica que pertany a la família Iridaceae. Comprèn aproximadament 150 espècies, distribuïdes per tot el continent americà, des de Groenlàndia i el nord del Canadà fins a Terra del Foc i les Illes Malvines.
Hi ha espècies àmpliament distribuïdes, com S. iridifolium (des de Mèxic fins a Terra del Foc) i unes altres amb un hàbitat summament restringit (com S. filifolium de les Illes Malvines).

## Taxonomia
- Sisyrinchium abietum McVaugh
- Sisyrinchium acaule Klatt
- Sisyrinchium acre H.Mann
- Sisyrinchium alatum Hook.
- Sisyrinchium albidum Raf.
- Sisyrinchium altissimum Ten.
- Sisyrinchium amoenum E.P.Bicknell
- Sisyrinchium anceps Cav.
- Sisyrinchium angustifolium Mill.
- Sisyrinchium angustissimum Grenm. i C.H.Thomps.
- Sisyrinchium arenarium Poepp.
- Sisyrinchium arizonicum Rothr.
- Sisyrinchium atlanticum
- Sisyrinchium azureum
- Sisyrinchium bellum
- Sisyrinchium bermudianum
- Sisyrinchium biforme
- Sisyrinchium brachypus
- Sisyrinchium bracteatum
- Sisyrinchium brayii
- Sisyrinchium brevipes
- Sisyrinchium bushii
- Sisyrinchium caespitificum
- Sisyrinchium californicum
- Sisyrinchium campestre
- Sisyrinchium capillare
- Sisyrinchium cernuum
- Sisyrinchium chilense
- Sisyrinchium chiricanum
- Sisyrinchium claritae
- Sisyrinchium commutatum
- Sisyrinchium convolutum
- Sisyrinchium convolutuna
- Sisyrinchium cryptocarpum
- Sisyrinchium cuspidatum
- Sisyrinchium demissum
- Sisyrinchium dichotomum
- Sisyrinchium elmeri
- Sisyrinchium ensignum
- Sisyrinchium exalatum
- Sisyrinchium farwellii
- Sisyrinchium fasciculatum
- Sisyrinchium flaccidum
- Sisyrinchium flexile
- Sisyrinchium foliosum
- Sisyrinchium funereum
- Sisyrinchium fuscatum
- Sisyrinchium galapagense
- Sisyrinchium gilberti
- Sisyrinchium gramineum
- Sisyrinchium graminifolium
- Sisyrinchium grande
- Sisyrinchium groenlandicum
- Sisyrinchium guatemalense
- Sisyrinchium halophilum
- Sisyrinchium hasslerianum
- Sisyrinchium hitchcockii
- Sisyrinchium idahoense
- Sisyrinchium implicatum
- Sisyrinchium iridifolioides
- Sisyrinchium iridifolium
- Sisyrinchium jamesonii
- Sisyrinchium johnstonii
- Sisyrinchium junceum
- Sisyrinchium junciforme
- Sisyrinchium laxum
- Sisyrinchium langloisii
- Sisyrinchium leptocaulon
- Sisyrinchium leucanthum
- Sisyrinchium lineatum
- Sisyrinchium littorale
- Sisyrinchium longifolium
- Sisyrinchium longipes
- Sisyrinchium longispathum
- Sisyrinchium luzula
- Sisyrinchium macrocarpon
- Sisyrinchium macrocarpum
- Sisyrinchium macrocephalum
- Sisyrinchium macrophyllum
- Sisyrinchium mandonii
- Sisyrinchium marchio
- Sisyrinchium maritimum
- Sisyrinchium miamiense
- Sisyrinchium micranthemum
- Sisyrinchium microbracteatum
- Sisyrinchium minus
- Sisyrinchium minutiflorum
- Sisyrinchium montanum
- Sisyrinchium mucronatum
- Sisyrinchium nanum
- Sisyrinchium nashii
- Sisyrinchium pachyrhizum
- Sisyrinchium pallidum
- Sisyrinchium palmeri
- Sisyrinchium palmifolium
- Sisyrinchium palustre
- Sisyrinchium paramorum
- Sisyrinchium parvifolium
- Sisyrinchium patagonicum
- Sisyrinchium platense
- Sisyrinchium platyphyllum
- Sisyrinchium polycladon
- Sisyrinchium polycladum
- Sisyrinchium porphyreum
- Sisyrinchium praealtum
- Sisyrinchium pringlei
- Sisyrinchium pusillum
- Sisyrinchium radicatum
- Sisyrinchium recurvatum
- Sisyrinchium restioides
- Sisyrinchium rigidifolium
- Sisyrinchium rosulatum
- Sisyrinchium rosutatum
- Sisyrinchium sagittiferum
- Sisyrinchium sarmentosum
- Sisyrinchium scariosum
- Sisyrinchium schaffneri
- Sisyrinchium scirpoideum
- Sisyrinchium scoparium
- Sisyrinchium secundiflorum
- Sisyrinchium sellowianum
- Sisyrinchium septentrionale
- Sisyrinchium soboliferum
- Sisyrinchium striatum
- Sisyrinchium subalpinum
- Sisyrinchium subcernuum
- Sisyrinchium tenellum
- Sisyrinchium tenuifolium
- Sisyrinchium texanum
- Sisyrinchium tinctorium
- Sisyrinchium tracyi
- Sisyrinchium trinerva
- Sisyrinchium unispathaceum
- Sisyrinchium vaginatum
- Sisyrinchium violaceum
- Sisyrinchium weberbauerianum
- Sisyrinchium wettsteinii
- Sisyrinchium xerophyllum